# Paolo Nutini-diszkográfia
Paolo Nutini skót pop-rock énekes diszkográfiája két stúdióalbumot, egy koncertalbumot, hat EP-t, nyolc kislemezt és 10 DVD-t tartalmaz. Debütáló albuma, a These Streets,  az Atlantic Records kiadásában jelent meg 2006 júliusában az Egyesült Királyságban. Az album a brit album lista 3. helyére került fel és négyszeres platinalemez minősítést kapott a BPI-től. Az album felkerült az ausztrál ARIA Top 20 listájára,  Franciaország, Írország és Hollandia album listájára is. Az albumról a következő kislemezek jelentek meg: Last Request, Jenny Don't Be Hasty, Rewind és a New Shoes. A Last Request volt a legsikeresebb, az 5. lett a brit kislemez listán és 8. az ír kislemez listán.
2009 májusában megjelent a második album, a Sunny Side Up, amely az Egyesült Királyság és Írország album listájának első helyén debütált. Ez a következő kislemezeket hozta, a Candy-t , a Coming Up Easy-t, a Pencil Full of Lead-et és a 10/10-t. A Sunny Side Up is négyszeres platinalemez minősítést kapott a BPI-től és 2009-ben a 8. lett a legnagyobb példányszámban eladott lemezek listáján.

## Stúdióalbumok
| Év   | Album | Legmagasabb helyezés | Legmagasabb helyezés | Legmagasabb helyezés | Legmagasabb helyezés | Legmagasabb helyezés | Legmagasabb helyezés | Legmagasabb helyezés | Legmagasabb helyezés | Legmagasabb helyezés | Legmagasabb helyezés | Legmagasabb helyezés | Elismerések                                                            |
| Év   | Album | UK                   | IRE                  | NL                   | AUS                  | AUT                  | FRA                  | ITA                  | GER                  | SWE                  | SWI                  | US                   | Elismerések                                                            |
| ---- | --- | -------------------- | -------------------- | -------------------- | -------------------- | -------------------- | -------------------- | -------------------- | -------------------- | -------------------- | -------------------- | -------------------- | ---------------------------------------------------------------------- |
| 2006 | These Streets - Megjelent: 2006. július 17. - Kiadó: Atlantic Records (#5101150172) - Formátum: CD, digitális letöltés  | 3                    | 16                   | 17                   | 16                   | 23                   | 18                   | 37                   | 28                   | 25                   | 19                   | 49                   | - UK: 4× platina - FRA: aranylemez - IRE: 2× platina - SWI: aranylemez |
| 2009 | Sunny Side Up - Megjelent: 2009. május 29. - Kiadó: Atlantic Records (#825646901371) - Formátum: CD, digitális letöltés | 1                    | 1                    | 18                   | 39                   | 34                   | 25                   | 12                   | 15                   | 24                   | 3                    | 57                   | - UK: 4× platina - IRE: 4× platina - SWI: aranylemez                   |

## Koncertalbumok
| Év   | Cím                 | Album részletei                                                                    |
| ---- | ------------------- | ---------------------------------------------------------------------------------- |
| 2007 | Live at the Barra's | - Megjelent: 2007. február 26. - Kiadó: Atlantic (#5101196722) - Formátum: CD, DVD |

## Középlemezek
| Év   | Cím                                | Album részletei                                                                   |
| ---- | ---------------------------------- | --------------------------------------------------------------------------------- |
| 2006 | Live and Acoustic                  | - Megjelent: 2006. május 29. - Kiadó: Atlantic - Formátum: digitális letöltés, EP |
| 2007 | Live Sessions                      | - Megjelent: 2007. február 26. - Kiadó: Atlantic - Formátum:                      |
| 2007 | iTunes Festival: London            | - Megjelent: 2007. szeptember 3. - Kiadó: Atlantic - Formátum:                    |
| 2007 | Live at Isle of Wight Festival     | - Megjelent: 2007. szeptember 25. - Kiadó: Atlantic - Formátum:                   |
| 2009 | London Festival '09                | - Megjelent: 2009. június 1. - Kiadó: Warner Music - Formátum:                    |
| 2010 | Recorded Live At Preservation Hall | - Megjelent: 2010. március 2. - Kiadó: Warner Music - Formátum:                   |

## Kislemezek
| 2006                                                        | Last Request         | 5  | —  | 20 | 20 | 65 | 8  | —  | 42 | 30 | 19 | These Streets |
| 2006                                                        | Jenny Don't Be Hasty | 20 | 40 | —  | —  | 59 | 38 | 69 | 56 | —  | 57 | These Streets |
| 2006                                                        | Rewind               | 27 | —  | —  | —  | —  | —  | —  | —  | —  | 83 | These Streets |
| 2007                                                        | New Shoes            | 21 | —  | —  | —  | 97 | 35 | 42 | 52 | 24 | 64 | These Streets |
| 2009                                                        | Candy                | 19 | —  | —  | —  | 62 | 25 | —  | 10 | —  | 51 | Sunny Side Up |
| 2009                                                        | Coming Up Easy       | 62 | —  | —  | —  | —  | —  | —  | —  | —  | —  | Sunny Side Up |
| 2009                                                        | Pencil Full of Lead  | 17 | —  | —  | —  | —  | 33 | —  | —  | —  | 56 | Sunny Side Up |
| 2010                                                        | 10/10                | 51 | —  | —  | —  | —  | —  | —  | —  | —  | —  | Sunny Side Up |
| a "—" jel azt jelenti, hogy a kislemez nem ért el helyezést |                      |    |    |    |    |    |    |    |    |    |    |               |

### Helyezések
| Év   | Kislemez             | UK | US | AUS | Album         |
| ---- | -------------------- | -- | -- | --- | ------------- |
| 2006 | Last Request         | 5  | —  | —   | These Streets |
| 2006 | Jenny Don't Be Hasty | 20 | —  | 40  | These Streets |
| 2006 | Rewind               | 27 | —  | —   | These Streets |
| 2007 | New Shoes            | 5  | 69 | —   | These Streets |
| 2009 | Candy                | 19 | 25 | —   | Sunny Side Up |
| 2009 | Coming Up Easy       | 62 | —  | —   | Sunny Side Up |
| 2009 | Pencil Full of Lead  | 17 | 43 | —   | Sunny Side Up |
| 2010 | 10/10                | —  | —  | —   | Sunny Side Up |

## Korai dalai
Alábbi korai, kiadatlan dalai (egy kivétellel saját szerzemények) egy rajongó bootleg-felvétele jóvoltából váltak elérhetővé az interneten. A Live at The Bedford néven ismertté vált felvétel Nutini 2004. november 2-i koncertjén készült, helyszíne a londoni The Bedford Archiválva 2016. május 6-i dátummal a Wayback Machine-ben.
- Cry Me a River (Justin Timberlake-feldolgozás)
- Love God
- No Sympathy
- Now Who's the Fool
- Pull it from My Heart
- Still Crazy
- Tumbling Down

## Kiadatlan saját dalai
Alábbi kiadatlan dalait a These Streets című albumhoz kapcsolódó turnékon kezdte játszani:
- 55 to 1
- Funky Cigarette
- I'll Keep Coming Home Again
- Running on Empty

## Kiadatlan feldolgozásai
A These Streets című albumhoz kapcsolódó turnékon saját számai mellett az alábbi feldolgozásokat játszotta (zárójelben az eredeti előadók):
- A Man’s A Man for A' That (Robert Burns megzenésített verse)
- Bang Bang (My Baby Shot Me Down) (Nancy Sinatra)
- Caledonia (skót népdal)
- Crazy (Gnarls Barkley)
- Daydream (The Lovin’ Spoonful)
- Dolphins (Tim Buckley)
- Everybody’s Talking at Me (Harry Nilsson)
- I Wanna Be Like You (Louis Prima)
- I Wonder (Rodriguez) (rádiószereplés)
- Nashville Cats (Lovin' Spoonful)
- Rehab (Amy Winehouse)
- Sugar Man (Rodriguez)
- Troubled so Hard (Vera Hall)
- Use Me (Bill Withers)
- What a Wonderful World (Louis Armstrong)
- You Can’t Judge a Book by the Cover (Bo Diddley)
- Time To Pretend ("MGMT")
- "Creep" (Radiohead)

## Egyéb dalok
- Duo – megjelent Zazie 2007-es, Totem című albumán; Nutini duettet énekel a francia énekesnővel.
- It Must Be Love – Labi Siffre 1971-es slágerének feldolgozása (a Madness szintén feldolgozta 1981-ben). A BBC Radio 1 fennállásának 40. évfordulójára brit előadóadókkal felvett, Radio 1 Established 1967 című, két CD-s feldolgozásalbumon jelent meg 2007. október 1-jén.

## Videóklipek
| Megjelenés éve | Cím                  | Rendező                                        | Produkciós cég                                                     | Album         | Megjegyzés                                                                                            |
| -------------- | -------------------- | ---------------------------------------------- | ------------------------------------------------------------------ | ------------- | --- |
| 2006           | Last Request         | Paul Gore                                      | Flynn Productions                                                  | These Streets | A klip első, brit és európai piacra szánt verziója.                                                   |
| 2006           | Jenny Don't Be Hasty | Paul Gore                                      | Flynn Productions                                                  | These Streets | |
| 2006           | Last Request         | Charles Mehling                                | Streetgang Films                                                   | These Streets | Az USA-piacra szánt verzió, létezik fekete-fehér és színes változata. Los Angelesben forgatták.       |
| 2006           | Rewind               | Jeff Thomas                                    | Paul Weiland Film Co.                                              | These Streets | |
| 2006           | New Shoes            | Charles Mehling & Rob Hall                     | Chelsea Pictures                                                   | These Streets | Az USA-piacra szánt verzió.                                                                           |
| 2007           | New Shoes            | Luke & Gav (= Luke Taylor & Gavin Rowe)        | Big Balls Films                                                    | These Streets | A brit és európai piacra szánt verzió. 2007. február 13-án forgatták, a helyszín: Glasgow, Shawlands. |
| 2009           | Candy                | Nez (= Nezar Khamal)                           | Colonel Blimp                                                      | Sunny Side Up | |
| 2009           | Coming Up Easy       | Dan & Julian (= Dan Henshaw & Julian Fletcher) | PTE Archiválva 2009. augusztus 15-i dátummal a Wayback Machine-ben | Sunny Side Up | |